# Anma Mouya
Anma Mouya är ett bergspass i Laos, på gränsen till Vietnam. Det ligger i den centrala delen av landet, 300 km öster om huvudstaden Vientiane. Anma Mouya ligger 384 meter över havet.
Terrängen runt Anma Mouya är huvudsakligen kuperad, men söderut är den bergig. Anma Mouya ligger nere i en dal som går i nord-sydlig riktning. Runt Anma Mouya är det glesbefolkat, med 8 invånare per kvadratkilometer. I omgivningarna runt Anma Mouya växer i huvudsak städsegrön lövskog.